# Korvete razreda Steregušči
Razred Steregušči (rusko Проект 20380 Стерегущий, Projekt 20380 Steregušči – stražarski) je najnovejši razred korvet v gradnji za Rusko vojno mornarico.

## Zgodovina
Razred je konstruiral Osrednji mornariški konstruktorski biro Almaz kot zamenjavo za protipodmorniške korvete razreda Albatros. Ladje so namenjene protipodmorniškemu bojevanju, spremljanju konvojev in artilerijski podpori amfibijskodesantnim operacijam. Ladje gradita sanktpeterburška ladjedelnica Severnaja Verf in Ladjedelnica Amur v Komsomolsku na Amuru.
Trup ladij je jeklen, nadgradnja pa je iz kompozitnih materialov. Razred je konstruiran z zmanjšano radarsko opaznostjo, ki je posledica prilagojene arhitekture trupa in uporabe negorljivega fiberglasa v nadgradnji.
Glavna oborožitev osnovnega podrazreda Steregušči je osem 330 mm torpednih cevi. Imajo tudi dobro zračno obrambo (12 navpičnih izstrelitvenih celic Redut, razen prve ladje, in dva protiletalska topova AK-630) in osnovne sposobnosti za površinsko in kopensko bojevanje (8 protiladijskih izstrelkov H-35 in 100 mm top). Ladje v razredu imajo sodoben sonarski sistem Zarja-M in protipodmorniški helikopter Ka-27. 
Ladje izboljšanega podrazreda Gremjašči so univerzalnejše vojne ladje, saj imajo poleg oborožitve osnovnega podrazreda tudi močno protiladijsko oborožitev. Dodanih imajo osem navpičnih izstrelitvenih celic za izstrelke družine 3M-54 Kalibr, P-800 Oniks, 3M-22 Cirkon ali 91-R1 Otvet in štiri celice sistema Redut. Podrazred je opremljen s sodobnim zračnim iskalnim radarjem Zaslon z anteno aktivnega elektronsko skeniranega niza. Po ognjeni moči je primerljiv z razredi fregat držav NATO.
Podrazred Derzki ohranja oborožitev podrazreda Gremjašči, vendar ima pogon s plinskimi turbinami, večji doseg in še bolj znižano radarsko opaznost.
Na osnovi razreda Steregušči je bil pripravljen tudi razred Tigr namenjen izvozu.
Za razred so značilne odprave nesorazmerne oddaljenosti glede na majhen izpodriv ladij. 14. novembra 2017 je Soobrazitelni vstopil v Rdeče morje, Stojki pa se je med 15. in 16. februarjem 2021 udeležil rusko-iranskih mornariških vaj v Indijskem oceanu.

## Enote
V poševnem tisku so ocenjeni podatki.
| Ime                                        | Ladjedelnica         | Gredelj položen      | Splavljena           | Predana              | Flota                | Stanje               |                      |                      |
| Podrazred Steregušči                       | Podrazred Steregušči | Podrazred Steregušči | Podrazred Steregušči | Podrazred Steregušči | Podrazred Steregušči | Podrazred Steregušči | Podrazred Steregušči | Podrazred Steregušči |
| ------------------------------------------ | -------------------- | -------------------- | -------------------- | -------------------- | -------------------- | -------------------- | -------------------- | -------------------- |
| Steregušči                                 | Severnaja Verf       | 21. december 2001    | 16. maj 2006         | 28. februar 2008     | Baltska flota        | V remontu            |                      |                      |
| Soobrazitelni                              | Severnaja Verf       | 20. maj 2003         | 31. marec 2010       | 14. oktober 2011     | Baltska flota        | Aktivna              |                      |                      |
| Bojki                                      | Severnaja Verf       | 27. julij 2005       | 15. april 2011       | 16. maj 2013         | Baltska flota        | Aktivna              |                      |                      |
| Soveršeni                                  | Ladjedelnica Amur    | 30. junij 2006       | 22. maj 2015         | 20. julij 2017       | Tihooceanska flota   | Aktivna              |                      |                      |
| Stojki                                     | Severnaja Verf       | 10. november 2006    | 30. maj 2012         | 18. julij 2014       | Baltska flota        | Aktivna              |                      |                      |
| Gromki                                     | Ladjedelnica Amur    | 17. februar 2012     | 28. julij 2017       | 25. december 2018    | Tihooceanska flota   | Aktivna              |                      |                      |
| Merkurij (prej Retivi)                     | Severnaja Verf       | 20. februar 2015     | 12. marec 2020       | 13. maj 2023         | Črnomorska flota     | Aktivna              |                      |                      |
| Strogi                                     | Severnaja Verf       | 20. februar 2015     |                      | 2024                 | Črnomorska flota     | V gradnji            |                      |                      |
| Geroj Rosiskoj federaciji Aldar Cidenžapov | Ladjedelnica Amur    | 22. julij 2015       | 12. september 2019   | 25. december 2020    | Tihooceanska flota   | Aktivna              |                      |                      |
| Rezki                                      | Ladjedelnica Amur    | 1. julij 2016        | 1. julij 2021        | 14. september 2023   | Tihooceanska flota   | Aktivna              |                      |                      |
| Grozni                                     | Ladjedelnica Amur    | 23. avgust 2021      |                      |                      | Tihooceanska flota   | V gradnji            |                      |                      |
| Bravi                                      | Ladjedelnica Amur    | 29. september 2021   |                      | do 2028              | Tihooceanska flota   | V gradnji            |                      |                      |
| Podrazred Gremjašči                        |                      |                      |                      |                      |                      |                      |                      |                      |
| Gremjašči                                  | Severnaja Verf       | 1. februar 2012      | 30. junij 2017       | 29. december 2020    | Tihooceanska flota   | Aktivna              |                      |                      |
| Provorni                                   | Severnaja Verf       | 25. julij 2013       | september 2019       | 2024                 | Tihooceanska flota   | Splavljena           |                      |                      |
| Bujni                                      | Ladjedelnica Amur    | 23. avgust 2021      |                      | 2024                 | Tihooceanska flota   | V gradnji            |                      |                      |
| Razumni                                    | Ladjedelnica Amur    | 12. junij 2022       |                      |                      | Tihooceanska flota   | V gradnji            |                      |                      |
| Bistri                                     | Ladjedelnica Amur    | 4. julij 2022        |                      |                      | Tihooceanska flota   | V gradnji            |                      |                      |
| Retivij                                    | Ladjedelnica Amur    | 9. junij 2023        |                      | do 2028              | Tihooceanska flota   | V gradnji            |                      |                      |
| Podrazred Derzki                           |                      |                      |                      |                      |                      |                      |                      |                      |
| Derzki (prej Merkurij)                     | Severnaja Verf       | 28. oktober 2016     | marec 2021           | 2023                 | Črnomorska flota     | Splavljena           |                      |                      |